# Ekohydrologia

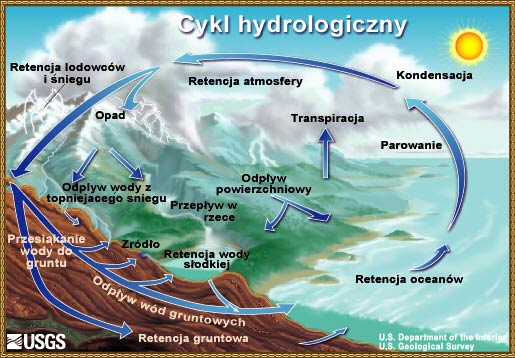
Cykl hydrologiczny na ziemi. Ekohydrologia zajmuje się elementem tego cyklu związanym z roślinnością

Ekohydrologia – nauka na pograniczu działu hydrologii i ekologii zajmująca się badaniem wzajemnych oddziaływań między organizmami (biocenozą) a cyklem hydrologicznym. Procesy te zachodzą w planetarnej warstwie przyziemnej. Ekohydrologia zajmuje się także badaniem zależności pomiędzy procesami biologicznmi i hydrologicznymi, które można wykorzystywać dla poprawy jakości wody oraz projektowaniem zmian w gospodarce wodnej danego regionu, mających poprawić stan środowiska naturalnego.
Istotną rolę w badaniach poświęconych ekohydrologii odgrywa Europejskie Regionalne Centrum Ekohydrologii PAN w Łodzi, którego założycielem jest pionier światowej ekohydrologii prof. dr hab. Maciej Zalewski.

## Podstawowe pojęcia
Cykl hydrologiczny to ogólne pojęcie opisujące wymianę wody w atmosferze, gruncie i oceanie poprzez procesy parowania, kondensacji i opadu. W czasie obiegu wody zmienia się też jej jakość, a natura wykształciła szeroką paletę procesów, które regulują ilość i jakość wody. Wszystkie organizmy żywe związane ze środowiskiem wodnym wpływają na te procesy, np. drzewa zmniejszają parowanie powierzchniowe poprzez zmniejszenie prędkości wiatru i zmniejszenie temperatury podłoża (przez ocienienie). Rośliny, poprzez proces ewapotranspiracji, ograniczają lub zwiększają ilość pary wodnej w atmosferze. Mikroorganizmy rozkładają zanieczyszczenia, a rośliny akumulują w sobie różne związki i pierwiastki.

## Transpiracja
Transpiracja – najważniejszymi czynnikami wpływającymi na wielkość transpiracji są światło oraz temperatura. Transpiracja wzrasta ze wzrostem temperatury, szczególnie w okresie rozwoju roślin. Intensywniejszy ruch powietrza wokół rośliny sprawia, że transpiracja wzrasta. Rośliny transpirują wodę w różnym stopniu. Rośliny z jałowych regionów, np. kaktusy, zatrzymują cenną wodę i transpirują jej mniej niż inne; te własności są wykorzystywane w ekohydrologii.

## Pomiary satelitarne

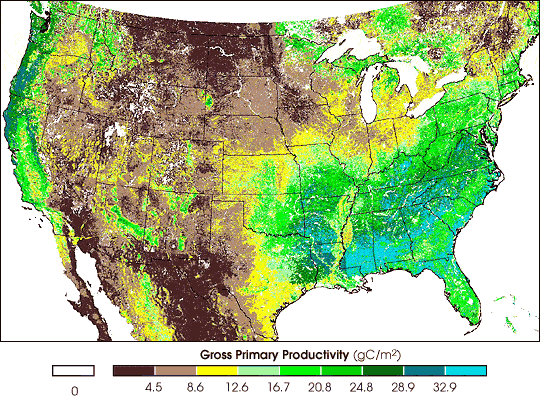
Indeks produkcji pierwotnej biomasy na podstawie pomiarów satelitarnych (MODIS)

Postępy w pomiarach satelitarnych (w różnych kolorach widma słonecznego), a zwłaszcza możliwość oceny „zieloności” (ang. greenness) z rozdzielczością kilku dni umożliwiają monitorowanie ekohydrologiczne w skali globu, regionu i pola wiejskiego. Obecnie (2006) techniki satelitarne opierają się między innymi na instrumencie MODIS (MODerate resolution Imaging Spectroradiometer) umieszczonym w satelitach na orbitach polarnych (Aqua i Terra). Dzięki tym pomiarom opracowywany jest indeks produkcji pierwotnej biomasy (Gross Primary Productivity, w skrócie GPP) w gramach węgla na metr kwadratowy na dzień – gC/m²/dzień. Indeks ten jest dostępny na siatce z rozdzielczością jednego kilometra kwadratowego na całym globie ziemskim co 8 dni. Dzięki temu można monitorować procesy biologiczne w skali wiejskiego pola, a także używać wyników do parametryzacji produkcji pierwotnej jako funkcji deficytu pary wodnej, promieniowania słonecznego dostępnego do fotosyntezy, oraz wpływu ilości dostępnej wody na produkcję pierwotną.
W dobrym przybliżeniu można powiedzieć, że satelitarne indeksy zieloności są po prostu oceną koloru ziemi z przestrzeni kosmicznej.

## Lokalny bilans wody
Podstawowym zagadnieniem ekohydrologii jest bilans wodny w danym punkcie. Bilans wodny opisuje ilość wody jaka przechodzi do gruntu i musi być równa ilości wody jaka opuszcza grunt plus zmiany w ilości wody w gruncie (retencja). Bilans wodny obejmuje podstawowe przepływy wody: opad na powierzchnię, parowanie, ujście do głębszych rejonów niedostępnych dla roślin, oraz odpływ powierzchniowy wody. Bilans wyrażony dla jednostki powierzchni w jednostkowym czasie może być wyrażony następującym równaniem:
{\displaystyle nZ_{r}{\frac {ds(t)}{dt}}=R(t)-I(t)-Q[s(t),t]-E[s(t)]-L[s(t)],}
gdzie wyrażenie po lewej stronie równania opisuje zmiany zawartość wody w gruncie dostępnej dla roślin, a prawa intensywność wyżej wymienionych przepływów.
Znaczenie symboli:
- {\displaystyle t} – czas,
- {\displaystyle n} – pojemność wodna gruntu, parametr określający jakość gleby jest równy ilości wody jaką pochłonie próbka gruntu do objętości gruntu, jest to wielkość bezwymiarowa w zakresie 0 – 1,
- {\displaystyle s} – stopień nasycenia gruntu, wartość w zakresie 0-1 określająca w jakiej części woda wypełnia pojemność wodną gruntu,
- {\displaystyle Z_{r}} – głębokość gruntu.
- {\displaystyle R} – intensywność opadu deszczu (opad na jednostkę powierzchni w jednostce czasu),
- {\displaystyle I} – intensywność przepływu gruntu (infiltracja) do warst głębszych z których nie może już podsiąknąć do warstwy dostępnej dla korzeni,
- {\displaystyle Q} – intensywność odpływu powierzchniowego,
- {\displaystyle E} – intensywność ewapotranspiracji, czyli parowanie bezpośrednie gruntu, lub roślinności go porastającej,
- {\displaystyle L} – intensywność innych ubytków.

Infiltracja, parowanie i ubytek zależą głównie od nasycenia gruntu. Opad, jest czynnikiem zewnętrznym (zależność od czasu). Odpływ powierzchniowy zależy od nasycenia gruntu, jak i od czynników zewnętrznych. Infiltracja, odpływ i ubytek może w pewnych sytuacjach oznaczać także napływ wody (podsiąkanie, napływ wewnętrzny lub powierzchniowy) do analizowanej objętości gruntu, wówczas składniki te przyjmują wartości ujemne.
By rozwiązać to równanie, trzeba znać zależność szybkości parowania jako funkcję wilgotności gruntu. Dla obszarów pokrytych roślinnością zakłada się, że powyżej pewnego stanu nasycenia, rośliny mają wystarczająco wody i wówczas parowanie zależy tylko od czynników klimatycznych takich jak wiatr, temperatura i natężenie promieniowania słonecznego. Poniżej tego punktu, niedobór wody dla roślin wywołuje ograniczenie jej parowania, wówczas intensywność parowania jest zależna liniowo od wilgotności gruntu i zmniejsza się aż dochodzi do sytuacji, w którym roślinność nie jest w stanie uzyskać wody.
Wprawdzie z fizycznego punktu widzenia współczynnik nasycenia nie może przekroczyć wartości 1, ale przy dużych opadach może dojść do przekroczenia tej wartości, wówczas nadmiarowa część wody pozostaje na powierzchni i ulega spływowi powierzchniowemu.
Ilość wody zgromadzonej w jednostce powierzchni gruntu określona jest wzorem:
{\displaystyle v=nZ_{r}s(t).}
Model ten może służyć do prognozowania spływu z danego obszaru na podstawie znanych opadów. Natężenie odpływu z jednostki powierzchni danego obszaru jest równa sumie odpływu podziemnego (I), który zawsze wydostaje się na powierzchnię w postaci źródła lub podsiąkania w innym miejscu oraz spływu powierzchniowego (Q). Natężenie odpływu podziemnego zależy od rodzaju gruntu i stopnia nasycenia. W prostych modelach przyjmuje się, że natężenie przepływu przez grunt jest proporcjonalne do kwadratu nasycenia gruntu. Natężenie spływu powierzchniowego początkowo zależy od nierówności terenu, w których gromadzi się woda, nierówności zapełniają się wodą a nadwyżka spływa, niewielki dodatek wody sprawia, że niemalże cała woda spływa. W modelu tym oznacza to, że po osiągnięciu stopnia określonego stopnia nasycenia spływ powierzchniowy jest równy opadowi.
Model ten jest znacznie uproszczony, zakłada on jednakowe nasycenie gruntu na każdej głębokości i nieskończenie szybkie przesiąkanie w obszarze gruntu, pomija przepływy między sąsiednimi obszarami, pomimo tych uproszczeń jest z powodzeniem stosowany w modelach przewidywania pogody.

## Dyskusja i historia
Wprawdzie pierwsze lata po drugiej wojnie światowej były zdominowane problemami inżynierii hydrologicznej to około roku 1960 zaczęto się zastanawiać nad problemami hydrologicznymi związanymi z wpływem zalesienia na problemy używalności gruntów i wpływu wycinania lasów na gospodarkę ziemią. Pierwsze międzynarodowe sympozjum dotyczące hydrologii lasów (ang. International Forest Hydrology Symposium) zorganizowano w 1965 w Uniwersytecie Stanu Pensylwania w USA. W końcu międzynarodowej dekady hydrologicznej (ang. International Hydrological Decade) pomiędzy latami 1965–1974 zaczęto wyróżniać dyscypliny związane z hydrologią środowiska. W latach 70. i 80. opracowano dokładne cyfrowe mapy topograficzne, które umożliwiły badanie procesów erozji i sedymentacji zlewów wodnych w małych skalach. Obecnie (2006) ekohydrologia uwzględnia te procesy, badane przez ostatnie trzy dekady oraz procesy biologiczne w lądowych zbiornikach wodnych.